# 극장판 울려라! 유포니엄 ~전하고 싶은 멜로디~
《극장판 울려라! 유포니엄 ~전하고 싶은 멜로디~》(일본어: 劇場版 響け! ユーフォニアム ~届けたいメロディ~ 게키조반 히비케 유포니아무 도도케타이 메로디[*])는 타케다 아야노의 동명의 소설을 원작으로 한 일본의 텔레비전 애니메이션 《울려라! 유포니엄》의 극장판이다. 교토 애니메이션이 제작하고 쇼치쿠가 배급한 이 영화는 하나다 줏키가 각본을 쓰고 오가와 타이치(감독 데뷔작)가 감독을 맡았다. 이 영화는 전국대회를 준비하는 키타우지 고등학교의 취주악부에 대해 다룬다.
애니메이션 시리즈의 두 번째 영화는 2017년 3월에 발표되었다. 영화의 스태프와 캐스트은 2017년 6월에 공개되었다.
이 영화는 2017년 9월 30일에 일본에서 초연되었다. 이 영화는 문화청 미디어 예술제에서 후보로 선정되었다.

## 줄거리
타나카 아스카는 어릴 때 신도라는 사람으로부터 유포니엄을 받았다. 현재 간사이 밴드 콩쿠르에서 우승한 키타우지 고등학교 취주악부는 학교 문화제에서 공연한다. 페스티벌 이후로 오마에 쿠미코는 아스카의 긍정적인 성격 뒤에 숨겨진 모습을 알아차리기 시작한다. 전국 대회를 준비하기 위한 훈련 캠프에 이어 타키 노보루는 기차역의 열린 공간에서 다가오는 콘서트를 발표한다. 그런 다음 쿠미코는 교무실에서 아스카와 아스카의 어머니 아케미를 발견한다. 아케미는 타키가 대학 입학 시험에 집중할 수 있도록 밴드에서 아스카의 하차를 수락하도록 강요한다. 아스카가 밴드를 그만둔다는 소문이 취주악부 동료들에게 전해진다. 부장 오가사와라 하루카는 그들에게 아스카의 지지을 보여달라고 말한다.
스테이션 콘서트 당일 아스카가 도착하여 밴드에 합류하여 "Takarajima"를 연주한다. 그 이후로 그녀는 밴드 연습에 거의 참석하지 않다. 밴드 연습 후 타키는 아스카가 주말까지 밴드와 함께하지 않으면 다른 유포니스트 나카가와 나츠키로 교체될 수 있다고 발표한다. 아스카는 쿠미코를 집으로 불러 중간고사를 가르친다. 머무는 동안 쿠미코는 아스카가 유명한 유포니스트 신도 마사카즈의 딸이고 그녀의 아버지가 내셔널에서 심사 위원을 맡을 것이라는 사실을 알게된다. 공부를 쉬는 아스카는 쿠미코를 초대해 아버지가 작곡한 곡을 듣게 한다. 학교에서 쿠미코는 입학 시험에 집중하기로 한 아스카의 결정을 엿듣는다. 쿠미코는 아스카에게 앞으로 자신의 결정을 후회하지 않도록 재고해 달라고 간청하지만, 아스카는 이미 통과한 모의고사를 지렛대로 삼아 밴드와 함께 계속 연주할 계획이다.

## 캐스트
- 쿠로사와 토모요 - 오마에 쿠미코[1]
- 아사이 아야카 - 카토 하즈키[1]
- 토요타 모에 - 카와시마 사파이어[1]
- 안자이 치카 - 코사카 레이나[1]
- 코토부키 미나코 - 타나카 아스카[1]
- 하야미 사오리 - 오가사와라 하루카[1]
- 치하라 미노리 - 나카세코 카오리[1]
- 히카사 요코 - 사이토 아오이[1]
- 이시야 하루키 - 츠카모토 슈이치[1]
- 후지무라 코노미 - 나카가와 나츠키[1]
- 야마오카 유리 - 요시카와 유코[1]
- 타네자키 아츠미 - 요로이즈카 미조레[1]
- 토야마 나오 - 카사키 노조미[1]
- 츠다 켄지로 - 고토 타쿠야[1]
- 코보리 미유키 - 나가세 리코[1]
- 누마쿠라 마나미 - 오마에 마미코[1]
- 나카 히로시 - 오마에 켄타로[1]
- 나나오 하루히 - 오마에 아키코[1]
- 니시무라 타이스케 - 교감[1]
- 와타나베 쿠미코 - 타나카 아케미[1]
- 히사카와 아야 - 마츠모토 미치에[1]
- 나카무라 유이치 - 하시모토 마사히로[1]
- 쿠와시마 호코 - 니야마 사토미[1]
- 사쿠라이 타카히로 - 타키 노보루[1]